# Arabia Saudita en la Copa Mundial de Fútbol de 2022
La selección de Arabia Saudita fue uno de los treinta y dos equipos participantes en la Copa Mundial de Fútbol de 2022, torneo que se llevó a cabo del 20 de noviembre al 18 de diciembre en Catar.
Fue la sexta participación de Arabia Saudita, formó parte del Grupo C, junto a Argentina, México y Polonia.

## Clasificación
La selección de Arabia Saudita inició su camino al mundial desde la segunda ronda de la clasificación asiática. Debido a la pandemia de covid-19 en 2020 no se disputó ningún partido, se reanudó desde marzo de 2021 con los encuentros restantes de la segunda ronda disputándose en una sede centralizada, en la ciudad de Riad, Arabia Saudita.

### Tabla de posiciones

#### Segunda ronda
| Selección      | Pts. | PJ | PG | PE | PP | GF | GC | Dif |
| -------------- | ---- | -- | -- | -- | -- | -- | -- | --- |
| Arabia Saudita | 20   | 8  | 6  | 2  | 0  | 22 | 4  | 18  |
| Uzbekistán     | 15   | 8  | 5  | 0  | 3  | 18 | 9  | 9   |
| Palestina      | 10   | 8  | 3  | 1  | 4  | 10 | 10 | 0   |
| Singapur       | 7    | 8  | 2  | 1  | 5  | 7  | 22 | −15 |
| Yemen          | 5    | 8  | 1  | 2  | 5  | 6  | 18 | −12 |

|  | Clasificado a la tercera ronda. |

#### Tercera ronda
| Selección      | Pts. | PJ | PG | PE | PP | GF | GC | Dif |
| -------------- | ---- | -- | -- | -- | -- | -- | -- | --- |
| Arabia Saudita | 23   | 10 | 7  | 2  | 1  | 12 | 6  | 6   |
| Japón          | 22   | 10 | 7  | 1  | 2  | 12 | 4  | 8   |
| Australia      | 15   | 10 | 4  | 3  | 3  | 15 | 9  | 6   |
| Omán           | 14   | 10 | 4  | 2  | 4  | 11 | 10 | 1   |
| China          | 6    | 10 | 1  | 3  | 6  | 9  | 19 | −10 |
| Vietnam        | 4    | 10 | 1  | 1  | 8  | 8  | 19 | −11 |

|  | Clasificados a la Copa Mundial de Fútbol de 2022. |
|  | Clasificado a la cuarta ronda.                    |

### Partidos
| Fecha                    | Lugar   | Jornada                  | Local          | Resultado | Visitante      |
| ------------------------ | ------- | ------------------------ | -------------- | --------- | -------------- |
| 10 de septiembre de 2019 | Riffa   | Segunda ronda - Fecha 2  | Yemen          | 2:2 (2:1) | Arabia Saudita |
| 10 de octubre de 2019    | Buraidá | Segunda ronda - Fecha 3  | Arabia Saudita | 3:0 (1:0) | Singapur       |
| 15 de octubre de 2019    | Al-Ram  | Segunda ronda - Fecha 4  | Palestina      | 0:0       | Arabia Saudita |
| 14 de noviembre de 2019  | Taskent | Segunda ronda - Fecha 5  | Uzbekistán     | 2:3 (1:1) | Arabia Saudita |
| 5 de junio de 2021       | Riad    | Segunda ronda - Fecha 7  | Arabia Saudita | 3:0 (3:0) | Yemen          |
| 30 de marzo de 2021      | Riad    | Segunda ronda - Fecha 8  | Arabia Saudita | 5:0 (2:0) | Palestina      |
| 11 de junio de 2021      | Riad    | Segunda ronda - Fecha 9  | Singapur       | 0:3 (0:0) | Arabia Saudita |
| 15 de junio de 2021      | Riad    | Segunda ronda - Fecha 10 | Arabia Saudita | 3:0 (2:0) | Uzbekistán     |
| 2 de septiembre de 2021  | Riad    | Tercera ronda - Fecha 1  | Arabia Saudita | 3:1 (0:1) | Vietnam        |
| 7 de septiembre de 2021  | Mascate | Tercera ronda - Fecha 2  | Omán           | 0:1 (0:1) | Arabia Saudita |
| 7 de octubre de 2021     | Yeda    | Tercera ronda - Fecha 3  | Arabia Saudita | 1:0 (0:0) | Japón          |
| 12 de octubre de 2021    | Yeda    | Tercera ronda - Fecha 4  | Arabia Saudita | 3:2 (2:0) | China          |
| 11 de noviembre de 2021  | Sídney  | Tercera ronda - Fecha 5  | Australia      | 0:0       | Arabia Saudita |
| 16 de noviembre de 2021  | Hanói   | Tercera ronda - Fecha 6  | Vietnam        | 0:1 (0:1) | Arabia Saudita |
| 27 de enero de 2022      | Yeda    | Tercera ronda - Fecha 7  | Arabia Saudita | 1:0 (0:0) | Omán           |
| 1 de febrero de 2022     | Saitama | Tercera ronda - Fecha 8  | Japón          | 2:0 (1:0) | Arabia Saudita |
| 24 de marzo de 2022      | Sharjah | Tercera ronda - Fecha 9  | China          | 1:1 (0:1) | Arabia Saudita |
| 29 de marzo de 2022      | Yeda    | Tercera ronda - Fecha 10 | Arabia Saudita | 1:0 (0:0) | Australia      |

## Preparación

### Amistosos previos
| 5 de junio de 2022 | Arabia Saudita | 0:1 (0:1) | Colombia | Estadio Nueva Condomina, Murcia                         |                                                         |
| 19:00 (UTC+2)      |                | Reporte   | Borré 9' | Asistencia: 2000 espectadores Árbitro(s): Jason Barcelo | Asistencia: 2000 espectadores Árbitro(s): Jason Barcelo |

| 9 de junio de 2022 | Arabia Saudita | 0:1 (0:1) | Venezuela     | Estadio Nueva Condomina, Murcia                        |                                                        |
| 19:00 (UTC+2)      |                | Reporte   | Ferraresi 37' | Asistencia: 400 espectadores Árbitro(s): Gómez Esteban | Asistencia: 400 espectadores Árbitro(s): Gómez Esteban |

| 23 de septiembre de 2022 | Arabia Saudita | 0:0     | Ecuador | Estadio Enrique Roca, Murcia |                        |
| 20:00 (UTC+2)            |                | Reporte |         | Árbitro(s): Ivan Bebek       | Árbitro(s): Ivan Bebek |

| 27 de septiembre de 2022 | Arabia Saudita | 0:0     | Estados Unidos | Estadio Enrique Roca, Murcia                        |                                                     |
| 20:00 (UTC+2)            |                | Reporte |                | Asistencia: 364 espectadores Árbitro(s): Ivan Bebek | Asistencia: 364 espectadores Árbitro(s): Ivan Bebek |

| 22 de octubre de 2022 | Arabia Saudita | 1:0 (0:0) | Macedonia del Norte | Estadio Jeque Zayed, Abu Dabi  |                                |
| 18:30 (UTC+4)         | Al-Shehri 85'  | Reporte   |                     | Árbitro(s): Mohamed Al-Hammadi | Árbitro(s): Mohamed Al-Hammadi |

| 26 de octubre de 2022 | Arabia Saudita | 1:1 (0:0) | Albania   | Estadio Al-Nahyan, Abu Dabi |  |
| 18:30 (UTC+4)         | Al-Shehri 42'  | Reporte   | Roshi 48' |                             |  |

| 30 de octubre de 2022 | Arabia Saudita | 0:0     | Honduras | Estadio Al-Nahyan, Abu Dabi |  |
| 18:30 (UTC+4)         |                | Reporte |          |                             |  |

| 6 de noviembre de 2022 | Arabia Saudita | 1:0 (0:0) | Islandia | Estadio Jeque Zayed, Abu Dabi |  |
| 16:00 (UTC+4)          | Abdulhamid 26' | Reporte   |          |                               |  |

| 10 de noviembre de 2022 | Arabia Saudita | 1:1 (1:1) | Panamá  | Estadio Sheikh Zayed Cricket, Abu Dabi                  |                                                         |
| 16:00 (UTC+4)           | Haitham 37'    | Reporte   | Díaz 8' | Asistencia: 1000 espectadores Árbitro(s): Yahya Almulla | Asistencia: 1000 espectadores Árbitro(s): Yahya Almulla |

| 16 de noviembre de 2022 | Arabia Saudita | 0:1 (0:0) | Croacia      | Estadio Príncipe Faisal bin Fahd, Riad |                            |
| 15:00 (UTC+3)           |                | Reporte   | Kramarić 82' | Árbitro(s): Adham Mohammad             | Árbitro(s): Adham Mohammad |

## Plantel

### Lista de convocados
Entrenador:  Hervé Renard
La lista final fue anunciada el 11 de noviembre de 2022. Fahad Al-Muwallad fue reemplazado por Nawaf Al Abed el 13 de noviembre de 2022 después de que la AMA apelara la decisión de levantar la suspensión de Al-Muwallad.
| No. | Pos. | Jugador              | Fecha de nacimiento (edad)         | Apa. | Goles | Club                 |
| --- | ---- | -------------------- | ---------------------------------- | ---- | ----- | -------------------- |
| 1   | POR  | Mohammed Al Rubaie   | 14 de agosto de 1997 (25 años)     | 6    | 0     | Al-Ahli Saudí F. C.  |
| 2   | DEF  | Sultan Al-Ghanam     | 6 de mayo de 1994 (28 años)        | 23   | 0     | Al-Nassr F. C.       |
| 3   | DEF  | Abdullah Madu        | 15 de julio de 1993 (29 años)      | 12   | 0     | Al-Nassr F. C.       |
| 4   | DEF  | Abdulelah Al-Amri    | 15 de enero de 1997 (25 años)      | 15   | 1     | Al-Nassr F. C.       |
| 5   | DEF  | Ali Al-Bulaihi       | 21 de noviembre de 1989 (32 años)  | 33   | 0     | Al-Hilal Saudí F. C. |
| 6   | DEF  | Mohammed Al-Breik    | 15 de septiembre de 1992 (30 años) | 35   | 1     | Al-Hilal Saudí F. C. |
| 7   | MED  | Salman Al-Faraj      | 1 de agosto de 1989 (33 años)      | 69   | 8     | Al-Hilal Saudí F. C. |
| 8   | MED  | Abdulellah Al-Malki  | 11 de octubre de 1994 (28 años)    | 22   | 0     | Al-Hilal Saudí F. C. |
| 9   | DEL  | Firas Al-Buraikan    | 14 de mayo de 2000 (22 años)       | 25   | 6     | Al-Fateh S. C.       |
| 10  | DEL  | Salem Al-Dawsari     | 19 de agosto de 1991 (31 años)     | 67   | 17    | Al-Hilal Saudí F. C. |
| 11  | DEL  | Saleh Al-Shehri      | 1 de noviembre de 1993 (29 años)   | 17   | 8     | Al-Hilal Saudí F. C. |
| 12  | DEF  | Saud Abdulhamid      | 18 de julio de 1999 (23 años)      | 18   | 0     | Al-Hilal Saudí F. C. |
| 13  | DEF  | Yasir Al-Shahrani    | 25 de mayo de 1992 (30 años)       | 71   | 2     | Al-Hilal Saudí F. C. |
| 14  | MED  | Abdullah Otayf       | 3 de agosto de 1992 (30 años)      | 44   | 1     | Al-Hilal Saudí F. C. |
| 15  | MED  | Ali Al-Hassan        | 4 de marzo de 1997 (25 años)       | 10   | 1     | Al-Nassr F. C.       |
| 16  | MED  | Sami Al-Najei        | 7 de febrero de 1997 (25 años)     | 15   | 2     | Al-Nassr F. C.       |
| 17  | DEF  | Hassan Tambakti      | 9 de febrero de 1999 (23 años)     | 15   | 0     | Al-Shabab C.         |
| 18  | MED  | Nawaf Al Abed        | 26 de enero de 1990 (32 años)      | 55   | 8     | Al-Shabab C.         |
| 19  | DEL  | Hattan Bahebri       | 16 de julio de 1992 (30 años)      | 38   | 4     | Al-Shabab C.         |
| 20  | DEL  | Abdulrahman Al-Aboud | 1 de junio de 1995 (27 años)       | 2    | 0     | Al-Ittihad Jeddah C. |
| 21  | POR  | Mohammed Al-Owais    | 10 de octubre de 1991 (31 años)    | 38   | 0     | Al-Hilal Saudí F. C. |
| 22  | POR  | Nawaf Al-Aqidi       | 10 de mayo de 2000 (22 años)       | 0    | 0     | Al-Nassr F. C.       |
| 23  | MED  | Mohamed Kanno        | 22 de septiembre de 1994 (28 años) | 34   | 1     | Al-Hilal Saudí F. C. |
| 24  | MED  | Nasser Al-Dawsari    | 19 de diciembre de 1998 (23 años)  | 9    | 0     | Al-Ahli Saudí F. C.  |
| 25  | DEL  | Haitham Asiri        | 25 de marzo de 2001 (21 años)      | 5    | 0     | Al-Ahli Saudí F. C.  |
| 26  | MED  | Riyadh Sharahili     | 28 de abril de 1993 (29 años)      | 2    | 0     | Abha C.              |

## Participación
- Los horarios son correspondientes a la hora local de Catar (UTC+3).

### Partidos
| Fecha           | Lugar  | Instancia      | Local          |                           | Resultado |                           | Visitante      |
| --------------- | ------ | -------------- | -------------- | ------------------------- | --------- | ------------------------- | -------------- |
| 22 de noviembre | Lusail | Fase de grupos | Argentina      | Bandera de Argentina      | 1:2 (1:0) | Bandera de Arabia Saudita | Arabia Saudita |
| 26 de noviembre | Rayán  | Fase de grupos | Polonia        | Bandera de Polonia        | 2:0 (1:0) | Bandera de Arabia Saudita | Arabia Saudita |
| 30 de noviembre | Lusail | Fase de grupos | Arabia Saudita | Bandera de Arabia Saudita | 1:2 (0:0) | Bandera de México         | México         |

### Fase de grupos - Grupo C
| Selección      | Pts | PJ | PG | PE | PP | GF | GC | Dif |
| -------------- | --- | -- | -- | -- | -- | -- | -- | --- |
| Argentina      | 6   | 3  | 2  | 0  | 1  | 5  | 2  | +3  |
| Polonia        | 4   | 3  | 1  | 1  | 1  | 2  | 2  | 0   |
| México         | 4   | 3  | 1  | 1  | 1  | 2  | 3  | –1  |
| Arabia Saudita | 3   | 3  | 1  | 0  | 2  | 3  | 5  | –2  |

|  | Clasificados a los octavos de final. |

#### Argentina vs. Arabia Saudita
| 22 de noviembre | Argentina        | 1:2 (1:0) | Arabia Saudita                      | Estadio Icónico, Lusail                                                       |                                                                               |
| 13:00           | Messi 10' (pen.) | Reporte   | - Al-Shehri 48' - S. Al-Dawsari 53' | Asistencia: 88 012 espectadores Árbitro(s): Slavko Vinčić VAR: Pol van Boekel | Asistencia: 88 012 espectadores Árbitro(s): Slavko Vinčić VAR: Pol van Boekel |

| 23         | Guardameta     | Emiliano Martínez  |     |
| 26         | Defensa        | Nahuel Molina      |     |
| 13         | Defensa        | Cristian Romero    | 59' |
| 19         | Defensa        | Nicolás Otamendi   |     |
| 3          | Defensa        | Nicolás Tagliafico | 71' |
| 7          | Centrocampista | Rodrigo de Paul    |     |
| 5          | Centrocampista | Leandro Paredes    | 59' |
| 11         | Centrocampista | Ángel Di María     |     |
| 10         | Centrocampista | Lionel Messi       |     |
| 17         | Centrocampista | Alejandro Gómez    | 59' |
| 22         | Delantero      | Lautaro Martínez   |     |
| Entrenador | Entrenador     | Lionel Scaloni     |     |

| 21         | Guardameta     | Mohammed Al-Owais   |       |
| 12         | Defensa        | Saud Abdulhamid     |       |
| 17         | Defensa        | Hassan Tambakti     |       |
| 5          | Defensa        | Ali Al-Bulaihi      |       |
| 13         | Defensa        | Yasir Al-Shahrani   | 90+9' |
| 11         | Centrocampista | Saleh Al-Shehri     | 78'   |
| 23         | Centrocampista | Mohamed Kanno       |       |
| 8          | Centrocampista | Abdulellah Al-Malki |       |
| 10         | Centrocampista | Salem Al-Dawsari    |       |
| 7          | Centrocampista | Salman Al-Faraj     | 45+4' |
| 9          | Delantero      | Firas Al-Buraikan   | 89'   |
| Entrenador | Entrenador     | Hervé Renard        |       |

| 9  | Delantero      | Julián Álvarez    | 59' |
| 24 | Centrocampista | Enzo Fernández    | 59' |
| 25 | Defensa        | Lisandro Martínez | 59' |
| 8  | Defensa        | Marcos Acuña      | 71' |

| 18 | Centrocampista | Nawaf Al Abed     | 45+4' 88' |
| 2  | Defensa        | Sultan Al-Ghanam  | 78'       |
| 4  | Defensa        | Abdulelah Al-Amri | 88'       |
| 25 | Delantero      | Haitham Asiri     | 89'       |
| 6  | Defensa        | Mohammed Al-Breik | 90+9'     |

| Anotado · Penal | 10' | Lionel Messi | 1–0 |

| Anotado | 48' | Saleh Al-Shehri  | 1–1 |
| Anotado | 53' | Salem Al-Dawsari | 1–2 |

| Amonestado | 67'   | Abdulellah Al-Malki |
| Amonestado | 75'   | Ali Al-Bulaihi      |
| Amonestado | 79'   | Salem Al-Dawsari    |
| Amonestado | 82'   | Saud Abdulhamid     |
| Amonestado | 88'   | Nawaf Al-Abed       |
| Amonestado | 90+2' | Mohammed Al-Owais   |

| Árbitro             | Slavko Vinčić                |
| Árbitros asistentes | Tomaž Klančnik               |
| Árbitros asistentes | Andraž Kovačič               |
| Cuarto árbitro      | Maguette N'Diaye             |
| Quinto árbitro      | El Hadj Malick Samba         |
| VAR                 | Pol van Boekel               |
| Adicionales VAR     | Bastian Dankert              |
| Adicionales VAR     | Abdelhak Etchiali            |
| Adicionales VAR     | Ricardo de Burgos Bengoetxea |
| Adicionales VAR     | Nicolas Danos                |

| 23         | Guardameta     | Emiliano Martínez  |     |
| 26         | Defensa        | Nahuel Molina      |     |
| 13         | Defensa        | Cristian Romero    | 59' |
| 19         | Defensa        | Nicolás Otamendi   |     |
| 3          | Defensa        | Nicolás Tagliafico | 71' |
| 7          | Centrocampista | Rodrigo de Paul    |     |
| 5          | Centrocampista | Leandro Paredes    | 59' |
| 11         | Centrocampista | Ángel Di María     |     |
| 10         | Centrocampista | Lionel Messi       |     |
| 17         | Centrocampista | Alejandro Gómez    | 59' |
| 22         | Delantero      | Lautaro Martínez   |     |
| Entrenador | Entrenador     | Lionel Scaloni     |     |

| 21         | Guardameta     | Mohammed Al-Owais   |       |
| 12         | Defensa        | Saud Abdulhamid     |       |
| 17         | Defensa        | Hassan Tambakti     |       |
| 5          | Defensa        | Ali Al-Bulaihi      |       |
| 13         | Defensa        | Yasir Al-Shahrani   | 90+9' |
| 11         | Centrocampista | Saleh Al-Shehri     | 78'   |
| 23         | Centrocampista | Mohamed Kanno       |       |
| 8          | Centrocampista | Abdulellah Al-Malki |       |
| 10         | Centrocampista | Salem Al-Dawsari    |       |
| 7          | Centrocampista | Salman Al-Faraj     | 45+4' |
| 9          | Delantero      | Firas Al-Buraikan   | 89'   |
| Entrenador | Entrenador     | Hervé Renard        |       |

| 9  | Delantero      | Julián Álvarez    | 59' |
| 24 | Centrocampista | Enzo Fernández    | 59' |
| 25 | Defensa        | Lisandro Martínez | 59' |
| 8  | Defensa        | Marcos Acuña      | 71' |

| 18 | Centrocampista | Nawaf Al Abed     | 45+4' 88' |
| 2  | Defensa        | Sultan Al-Ghanam  | 78'       |
| 4  | Defensa        | Abdulelah Al-Amri | 88'       |
| 25 | Delantero      | Haitham Asiri     | 89'       |
| 6  | Defensa        | Mohammed Al-Breik | 90+9'     |

| Anotado · Penal | 10' | Lionel Messi | 1–0 |

| Anotado | 48' | Saleh Al-Shehri  | 1–1 |
| Anotado | 53' | Salem Al-Dawsari | 1–2 |

| Amonestado | 67'   | Abdulellah Al-Malki |
| Amonestado | 75'   | Ali Al-Bulaihi      |
| Amonestado | 79'   | Salem Al-Dawsari    |
| Amonestado | 82'   | Saud Abdulhamid     |
| Amonestado | 88'   | Nawaf Al-Abed       |
| Amonestado | 90+2' | Mohammed Al-Owais   |

| Árbitro             | Slavko Vinčić                |
| Árbitros asistentes | Tomaž Klančnik               |
| Árbitros asistentes | Andraž Kovačič               |
| Cuarto árbitro      | Maguette N'Diaye             |
| Quinto árbitro      | El Hadj Malick Samba         |
| VAR                 | Pol van Boekel               |
| Adicionales VAR     | Bastian Dankert              |
| Adicionales VAR     | Abdelhak Etchiali            |
| Adicionales VAR     | Ricardo de Burgos Bengoetxea |
| Adicionales VAR     | Nicolas Danos                |

| \| Estadísticas \| \| \| \| Tiros \| 15 \| 3 \| \| Tiros a puerta \| 6 \| 2 \| \| Faltas \| 7 \| 21 \| \| Saques de esquina \| 9 \| 2 \| \| Penaltis \| 1 \| 0 \| \| Fueras de juego \| 10 \| 1 \| \| Posesión de balón \| 70% \| 30% \| | Alineación inicial   |                           |
| Estadísticas | Bandera de Argentina | Bandera de Arabia Saudita |
| Tiros | 15                   | 3                         |
| Tiros a puerta | 6                    | 2                         |
| Faltas | 7                    | 21                        |
| Saques de esquina | 9                    | 2                         |
| Penaltis | 1                    | 0                         |
| Fueras de juego | 10                   | 1                         |
| Posesión de balón | 70%                  | 30%                       |

#### Polonia vs. Arabia Saudita
| 26 de noviembre | Polonia                           | 2:0 (1:0) | Arabia Saudita | Estadio Ciudad de la Educación, Rayán                                        |                                                                              |
| 16:00           | - Zieliński 39' - Lewandowski 82' | Reporte   |                | Asistencia: 44 259 espectadores Árbitro(s): Wilton Sampaio VAR: Drew Fischer | Asistencia: 44 259 espectadores Árbitro(s): Wilton Sampaio VAR: Drew Fischer |

| 1          | Guardameta     | Wojciech Szczęsny     |     |
| 18         | Defensa        | Bartosz Bereszyński   |     |
| 15         | Defensa        | Kamil Glik            |     |
| 14         | Defensa        | Jakub Kiwior          |     |
| 2          | Centrocampista | Matty Cash            |     |
| 6          | Centrocampista | Krystian Bielik       |     |
| 10         | Centrocampista | Grzegorz Krychowiak   |     |
| 24         | Centrocampista | Przemysław Frankowski |     |
| 20         | Centrocampista | Piotr Zieliński       | 63' |
| 7          | Delantero      | Arkadiusz Milik       | 71' |
| 9          | Delantero      | Robert Lewandowski    |     |
| Entrenador | Entrenador     | Czesław Michniewicz   |     |

| 21         | Guardameta     | Mohammed Al-Owais   |     |
| 12         | Defensa        | Saud Abdulhamid     |     |
| 4          | Defensa        | Abdulelah Al-Amri   |     |
| 5          | Defensa        | Ali Al-Bulaihi      |     |
| 6          | Defensa        | Mohammed Al-Breik   | 65' |
| 9          | Centrocampista | Firas Al-Buraikan   |     |
| 16         | Centrocampista | Sami Al-Najei       | 46' |
| 8          | Centrocampista | Abdulellah Al-Malki | 85' |
| 23         | Centrocampista | Mohamed Kanno       |     |
| 10         | Centrocampista | Salem Al-Dawsari    |     |
| 11         | Delantero      | Saleh Al-Shehri     | 86' |
| Entrenador | Entrenador     | Hervé Renard        |     |

| 13 | Centrocampista | Jakub Kamiński   | 63' |
| 23 | Delantero      | Krzysztof Piątek | 71' |

| 18 | Centrocampista | Nawaf Al Abed        | 46' 90+5' |
| 2  | Defensa        | Sultan Al-Ghanam     | 65'       |
| 20 | Delantero      | Abdulrahman Al-Aboud | 85'       |
| 24 | Centrocampista | Nasser Al-Dawsari    | 86'       |
| 19 | Delantero      | Hattan Bahebri       | 90+5'     |

| Anotado | 39' | Piotr Zieliński    | 1–0 |
| Anotado | 82' | Robert Lewandowski | 2–0 |

| Amonestado | 15' | Jakub Kiwior    |
| Amonestado | 16' | Matty Cash      |
| Amonestado | 19' | Arkadiusz Milik |

| Amonestado | 21'   | Abdulellah Al-Malki |
| Amonestado | 45+4' | Abdulelah Al-Amri   |

| Árbitro             | Wilton Sampaio     |
| Árbitros asistentes | Bruno Boschilia    |
| Árbitros asistentes | Bruno Pires        |
| Cuarto árbitro      | Kevin Ortega       |
| Quinto árbitro      | Michael Orué       |
| VAR                 | Drew Fischer       |
| Adicionales VAR     | Armando Villarreal |
| Adicionales VAR     | Nicolás Tarán      |
| Adicionales VAR     | Leodán González    |
| Adicionales VAR     | Martín Soppi       |

| 1          | Guardameta     | Wojciech Szczęsny     |     |
| 18         | Defensa        | Bartosz Bereszyński   |     |
| 15         | Defensa        | Kamil Glik            |     |
| 14         | Defensa        | Jakub Kiwior          |     |
| 2          | Centrocampista | Matty Cash            |     |
| 6          | Centrocampista | Krystian Bielik       |     |
| 10         | Centrocampista | Grzegorz Krychowiak   |     |
| 24         | Centrocampista | Przemysław Frankowski |     |
| 20         | Centrocampista | Piotr Zieliński       | 63' |
| 7          | Delantero      | Arkadiusz Milik       | 71' |
| 9          | Delantero      | Robert Lewandowski    |     |
| Entrenador | Entrenador     | Czesław Michniewicz   |     |

| 21         | Guardameta     | Mohammed Al-Owais   |     |
| 12         | Defensa        | Saud Abdulhamid     |     |
| 4          | Defensa        | Abdulelah Al-Amri   |     |
| 5          | Defensa        | Ali Al-Bulaihi      |     |
| 6          | Defensa        | Mohammed Al-Breik   | 65' |
| 9          | Centrocampista | Firas Al-Buraikan   |     |
| 16         | Centrocampista | Sami Al-Najei       | 46' |
| 8          | Centrocampista | Abdulellah Al-Malki | 85' |
| 23         | Centrocampista | Mohamed Kanno       |     |
| 10         | Centrocampista | Salem Al-Dawsari    |     |
| 11         | Delantero      | Saleh Al-Shehri     | 86' |
| Entrenador | Entrenador     | Hervé Renard        |     |

| 13 | Centrocampista | Jakub Kamiński   | 63' |
| 23 | Delantero      | Krzysztof Piątek | 71' |

| 18 | Centrocampista | Nawaf Al Abed        | 46' 90+5' |
| 2  | Defensa        | Sultan Al-Ghanam     | 65'       |
| 20 | Delantero      | Abdulrahman Al-Aboud | 85'       |
| 24 | Centrocampista | Nasser Al-Dawsari    | 86'       |
| 19 | Delantero      | Hattan Bahebri       | 90+5'     |

| Anotado | 39' | Piotr Zieliński    | 1–0 |
| Anotado | 82' | Robert Lewandowski | 2–0 |

| Amonestado | 15' | Jakub Kiwior    |
| Amonestado | 16' | Matty Cash      |
| Amonestado | 19' | Arkadiusz Milik |

| Amonestado | 21'   | Abdulellah Al-Malki |
| Amonestado | 45+4' | Abdulelah Al-Amri   |

| Árbitro             | Wilton Sampaio     |
| Árbitros asistentes | Bruno Boschilia    |
| Árbitros asistentes | Bruno Pires        |
| Cuarto árbitro      | Kevin Ortega       |
| Quinto árbitro      | Michael Orué       |
| VAR                 | Drew Fischer       |
| Adicionales VAR     | Armando Villarreal |
| Adicionales VAR     | Nicolás Tarán      |
| Adicionales VAR     | Leodán González    |
| Adicionales VAR     | Martín Soppi       |

| \| Estadísticas \| \| \| \| Tiros \| 9 \| 16 \| \| Tiros a puerta \| 3 \| 5 \| \| Faltas \| 18 \| 15 \| \| Saques de esquina \| 4 \| 5 \| \| Penaltis \| 0 \| 1 \| \| Fueras de juego \| 0 \| 0 \| \| Posesión de balón \| 36% \| 64% \| | Alineación inicial |                           |
| Estadísticas | Bandera de Polonia | Bandera de Arabia Saudita |
| Tiros | 9                  | 16                        |
| Tiros a puerta | 3                  | 5                         |
| Faltas | 18                 | 15                        |
| Saques de esquina | 4                  | 5                         |
| Penaltis | 0                  | 1                         |
| Fueras de juego | 0                  | 0                         |
| Posesión de balón | 36%                | 64%                       |

#### Arabia Saudita vs. México
| 30 de noviembre | Arabia Saudita      | 1:2 (0:0) | México                    | Estadio Icónico, Lusail                                                             |                                                                                     |
| 22:00           | S. Al-Dawsari 90+5' | Reporte   | - Martín 47' - Chávez 52' | Asistencia: 84 985 espectadores Árbitro(s): Michael Oliver VAR: Massimiliano Irrati | Asistencia: 84 985 espectadores Árbitro(s): Michael Oliver VAR: Massimiliano Irrati |

| 21         | Guardameta     | Mohammed Al-Owais |     |
| 17         | Defensa        | Hassan Tambakti   |     |
| 4          | Defensa        | Abdulelah Al-Amri |     |
| 5          | Defensa        | Ali Al-Bulaihi    | 37' |
| 2          | Centrocampista | Sultan Al-Ghanam  | 88' |
| 15         | Centrocampista | Ali Al-Hassan     | 46' |
| 23         | Centrocampista | Mohamed Kanno     |     |
| 12         | Centrocampista | Saud Abdulhamid   |     |
| 9          | Delantero      | Firas Al-Buraikan |     |
| 11         | Delantero      | Saleh Al-Shehri   | 62' |
| 10         | Delantero      | Salem Al-Dawsari  |     |
| Entrenador | Entrenador     | Hervé Renard      |     |

| 13         | Guardameta     | Guillermo Ochoa |     |
| 19         | Defensa        | Jorge Sánchez   | 86' |
| 3          | Defensa        | César Montes    |     |
| 15         | Defensa        | Héctor Moreno   |     |
| 23         | Defensa        | Jesús Gallardo  |     |
| 4          | Centrocampista | Edson Álvarez   | 86' |
| 24         | Centrocampista | Gerardo Chávez  |     |
| 22         | Centrocampista | Hirving Lozano  |     |
| 17         | Centrocampista | Orbelín Pineda  | 77' |
| 10         | Centrocampista | Alexis Vega     | 46' |
| 20         | Delantero      | Henry Martín    | 77' |
| Entrenador | Entrenador     | Gerardo Martino |     |

| 26 | Centrocampista | Riyadh Sharahili     | 37' |
| 3  | Defensa        | Abdullah Madu        | 46' |
| 20 | Delantero      | Abdulrahman Al-Aboud | 62' |
| 19 | Delantero      | Hattan Bahebri       | 88' |

| 21 | Centrocampista | Uriel Antuna       | 46' |
| 8  | Centrocampista | Charly Rodríguez   | 77' |
| 9  | Delantero      | Raúl Jiménez       | 77' |
| 26 | Defensa        | Kevin Álvarez      | 86' |
| 11 | Delantero      | Rogelio Funes Mori | 86' |

| Anotado | 90+5' | Salem Al-Dawsari | 1–2 |

| Anotado | 47' | Henry Martín   | 0–1 |
| Anotado | 52' | Gerardo Chávez | 0–2 |

| Amonestado | 28'   | Saleh Al-Shehri   |
| Amonestado | 34'   | Ali Al-Hassan     |
| Amonestado | 52'   | Hassan Tambakti   |
| Amonestado | 81'   | Abdullah Madu     |
| Amonestado | 90+1' | Abdulelah Al-Amri |
| Amonestado | 90+7' | Hattan Bahebri    |

| Amonestado | 16' | Edson Álvarez |

| Árbitro             | Michael Oliver                     |
| Árbitros asistentes | Stuart Burt                        |
| Árbitros asistentes | Simon Bennett                      |
| Cuarto árbitro      | István Kovács                      |
| Quinto árbitro      | Vasile Marinescu                   |
| VAR                 | Massimiliano Irrati                |
| Adicionales VAR     | Paolo Valeri                       |
| Adicionales VAR     | Alessandro Giallatini              |
| Adicionales VAR     | Alejandro José Hernández Hernández |
| Adicionales VAR     | Ciro Carbone                       |

| 21         | Guardameta     | Mohammed Al-Owais |     |
| 17         | Defensa        | Hassan Tambakti   |     |
| 4          | Defensa        | Abdulelah Al-Amri |     |
| 5          | Defensa        | Ali Al-Bulaihi    | 37' |
| 2          | Centrocampista | Sultan Al-Ghanam  | 88' |
| 15         | Centrocampista | Ali Al-Hassan     | 46' |
| 23         | Centrocampista | Mohamed Kanno     |     |
| 12         | Centrocampista | Saud Abdulhamid   |     |
| 9          | Delantero      | Firas Al-Buraikan |     |
| 11         | Delantero      | Saleh Al-Shehri   | 62' |
| 10         | Delantero      | Salem Al-Dawsari  |     |
| Entrenador | Entrenador     | Hervé Renard      |     |

| 13         | Guardameta     | Guillermo Ochoa |     |
| 19         | Defensa        | Jorge Sánchez   | 86' |
| 3          | Defensa        | César Montes    |     |
| 15         | Defensa        | Héctor Moreno   |     |
| 23         | Defensa        | Jesús Gallardo  |     |
| 4          | Centrocampista | Edson Álvarez   | 86' |
| 24         | Centrocampista | Gerardo Chávez  |     |
| 22         | Centrocampista | Hirving Lozano  |     |
| 17         | Centrocampista | Orbelín Pineda  | 77' |
| 10         | Centrocampista | Alexis Vega     | 46' |
| 20         | Delantero      | Henry Martín    | 77' |
| Entrenador | Entrenador     | Gerardo Martino |     |

| 26 | Centrocampista | Riyadh Sharahili     | 37' |
| 3  | Defensa        | Abdullah Madu        | 46' |
| 20 | Delantero      | Abdulrahman Al-Aboud | 62' |
| 19 | Delantero      | Hattan Bahebri       | 88' |

| 21 | Centrocampista | Uriel Antuna       | 46' |
| 8  | Centrocampista | Charly Rodríguez   | 77' |
| 9  | Delantero      | Raúl Jiménez       | 77' |
| 26 | Defensa        | Kevin Álvarez      | 86' |
| 11 | Delantero      | Rogelio Funes Mori | 86' |

| Anotado | 90+5' | Salem Al-Dawsari | 1–2 |

| Anotado | 47' | Henry Martín   | 0–1 |
| Anotado | 52' | Gerardo Chávez | 0–2 |

| Amonestado | 28'   | Saleh Al-Shehri   |
| Amonestado | 34'   | Ali Al-Hassan     |
| Amonestado | 52'   | Hassan Tambakti   |
| Amonestado | 81'   | Abdullah Madu     |
| Amonestado | 90+1' | Abdulelah Al-Amri |
| Amonestado | 90+7' | Hattan Bahebri    |

| Amonestado | 16' | Edson Álvarez |

| Árbitro             | Michael Oliver                     |
| Árbitros asistentes | Stuart Burt                        |
| Árbitros asistentes | Simon Bennett                      |
| Cuarto árbitro      | István Kovács                      |
| Quinto árbitro      | Vasile Marinescu                   |
| VAR                 | Massimiliano Irrati                |
| Adicionales VAR     | Paolo Valeri                       |
| Adicionales VAR     | Alessandro Giallatini              |
| Adicionales VAR     | Alejandro José Hernández Hernández |
| Adicionales VAR     | Ciro Carbone                       |

| \| Estadísticas \| \| \| \| Tiros \| 10 \| 26 \| \| Tiros a puerta \| 2 \| 11 \| \| Faltas \| 20 \| 18 \| \| Saques de esquina \| 1 \| 8 \| \| Penaltis \| 0 \| 0 \| \| Fueras de juego \| 2 \| 6 \| \| Posesión de balón \| 39% \| 61% \| | Alineación inicial        |                   |
| Estadísticas | Bandera de Arabia Saudita | Bandera de México |
| Tiros | 10                        | 26                |
| Tiros a puerta | 2                         | 11                |
| Faltas | 20                        | 18                |
| Saques de esquina | 1                         | 8                 |
| Penaltis | 0                         | 0                 |
| Fueras de juego | 2                         | 6                 |
| Posesión de balón | 39%                       | 61%               |

## Estadísticas

### Participación de jugadores
| N.° | Pos        | Jugador            | PJ | Minutos jugados | Goles recibidos | Atajos | Tarjetas amarillas | Doble tarjeta amarilla y roja | Tarjetas rojas |
| --- | ---------- | ------------------ | -- | --------------- | --------------- | ------ | ------------------ | ----------------------------- | -------------- |
| 1   | Guardameta | Mohammed Al Rubaie | 0  | 0               | 0               | 0      | 0                  | 0                             | 0              |
| 21  | Guardameta | Mohammed Al-Owais  | 3  | 270             | 5               | 15     | 1                  | 0                             | 0              |
| 22  | Guardameta | Nawaf Al-Aqidi     | 0  | 0               | 0               | 0      | 0                  | 0                             | 0              |

| N.° | Pos            | Jugador              | PJ | Minutos jugados | Goles | Asistencias | Tarjetas Amarillas | Doble tarjeta amarilla y roja | Tarjetas rojas |
| --- | -------------- | -------------------- | -- | --------------- | ----- | ----------- | ------------------ | ----------------------------- | -------------- |
| 2   | Defensa        | Sultan Al-Ghanam     | 3  | 125             | 0     | 0           | 0                  | 0                             | 0              |
| 3   | Defensa        | Abdullah Madu        | 1  | 45              | 0     | 0           | 1                  | 0                             | 0              |
| 4   | Defensa        | Abdulelah Al-Amri    | 3  | 182             | 0     | 0           | 2                  | 0                             | 0              |
| 5   | Defensa        | Ali Al-Bulaihi       | 1  | 217             | 0     | 0           | 1                  | 0                             | 0              |
| 6   | Defensa        | Mohammed Al-Breik    | 2  | 65              | 0     | 0           | 0                  | 0                             | 0              |
| 7   | Centrocampista | Salman Al-Faraj      | 1  | 45              | 0     | 0           | 0                  | 0                             | 0              |
| 8   | Centrocampista | Abdulellah Al-Malki  | 2  | 175             | 0     | 0           | 2                  | 0                             | 0              |
| 9   | Delantero      | Firas Al-Buraikan    | 3  | 269             | 0     | 1           | 0                  | 0                             | 0              |
| 10  | Delantero      | Salem Al-Dawsari     | 3  | 270             | 2     | 0           | 1                  | 0                             | 0              |
| 11  | Delantero      | Saleh Al-Shehri      | 3  | 226             | 1     | 0           | 1                  | 0                             | 0              |
| 12  | Defensa        | Saud Abdulhamid      | 3  | 270             | 0     | 0           | 1                  | 0                             | 0              |
| 13  | Defensa        | Yasir Al-Shahrani    | 1  | 90              | 0     | 0           | 0                  | 0                             | 0              |
| 14  | Centrocampista | Abdullah Otayf       | 0  | 0               | 0     | 0           | 0                  | 0                             | 0              |
| 15  | Centrocampista | Ali Al-Hassan        | 1  | 46              | 0     | 0           | 1                  | 0                             | 0              |
| 16  | Centrocampista | Sami Al-Najei        | 1  | 46              | 0     | 0           | 0                  | 0                             | 0              |
| 17  | Defensa        | Hassan Tambakti      | 2  | 180             | 0     | 0           | 1                  | 0                             | 0              |
| 18  | Centrocampista | Nawaf Al Abed        | 2  | 87              | 0     | 0           | 1                  | 0                             | 0              |
| 19  | Delantero      | Hattan Bahebri       | 2  | 2               | 0     | 1           | 1                  | 0                             | 0              |
| 20  | Delantero      | Abdulrahman Al-Aboud | 2  | 33              | 0     | 0           | 0                  | 0                             | 0              |
| 23  | Centrocampista | Mohamed Kanno        | 3  | 270             | 0     | 0           | 0                  | 0                             | 0              |
| 24  | Centrocampista | Nasser Al-Dawsari    | 1  | 4               | 0     | 0           | 0                  | 0                             | 0              |
| 25  | Delantero      | Haitham Asiri        | 1  | 1               | 0     | 0           | 0                  | 0                             | 0              |
| 26  | Centrocampista | Riyadh Sharahili     | 1  | 53              | 0     | 0           | 0                  | 0                             | 0              |

### Goleadores
| N.°   | Jugador          | Anotado | PJ | Prom. | Jugada | Cabeza | TL | Penal |
| ----- | ---------------- | ------- | -- | ----- | ------ | ------ | -- | ----- |
| 1     | Salem Al-Dawsari | 2       | 3  | 0.67  | 2      | 0      | 0  | 0     |
| 2     | Saleh Al-Shehri  | 1       | 3  | 0.33  | 1      | 0      | 0  | 0     |
| Total | Total            | 3       | 3  | 1     | 3      | 0      | 0  | 0     |

### Asistencias
| N.°   | Jugador           | Asistencia | Jugada | Cabeza | TL | SdE |
| ----- | ----------------- | ---------- | ------ | ------ | -- | --- |
| 1     | Firas Al-Buraikan | 1          | 1      | 0      | 0  | 0   |
| 2     | Hattan Bahebri    | 1          | 1      | 0      | 0  | 0   |
| Total | Total             | 2          | 2      | 0      | 0  | 0   |

### Tarjetas disciplinarias
| N.°   | Jugador             | Amonestado | Otorgado · Expulsado | Expulsado | Sanción                               |
| ----- | ------------------- | ---------- | -------------------- | --------- | ------------------------------------- |
| 1     | Abdulellah Al-Malki | 2          | 0                    | 0         | Un partido (Fase de grupos - Fecha 3) |
| 2     | Abdulelah Al-Amri   | 2          | 0                    | 0         |                                       |
| 3     | Ali Al-Bulaihi      | 1          | 0                    | 0         |                                       |
| 4     | Salem Al-Dawsari    | 1          | 0                    | 0         |                                       |
| 5     | Saud Abdulhamid     | 1          | 0                    | 0         |                                       |
| 6     | Nawaf Al Abed       | 1          | 0                    | 0         |                                       |
| 7     | Mohammed Al-Owais   | 1          | 0                    | 0         |                                       |
| 8     | Saleh Al-Shehri     | 1          | 0                    | 0         |                                       |
| 9     | Ali Al-Hassan       | 1          | 0                    | 0         |                                       |
| 10    | Hassan Tambakti     | 1          | 0                    | 0         |                                       |
| 11    | Abdullah Madu       | 1          | 0                    | 0         |                                       |
| 12    | Hattan Bahebri      | 1          | 0                    | 0         |                                       |
| Total | Total               | 14         | 0                    | 0         |                                       |